# قرار مجلس الأمن التابع للأمم المتحدة رقم 720
قرار مجلس الأمن التابع للأمم المتحدة رقم 720، اتخذ بالإجماع في جلسة مغلقة في 21 تشرين الثاني / نوفمبر 1991، بعد أن نظر في مسألة التوصية بتعيين الأمين العام للأمم المتحدة، أوصى المجلس الجمعية العامة بأن يعين السيد بطرس بطرس غالي لفترة في المنصب من 1 كانون الثاني / يناير 1992 إلى 31 كانون الأول / ديسمبر 1996.
في 3 كانون الأول / ديسمبر 1991، أيدت الجمعية العامة قرار مجلس الأمن وعينت بطرس غالي بموجب القرار 46/21.

## روابط خارجية
- نص القرار في undocs.org